# Xerraire cul-roig
El xerraire cul-roig (Pterorhinus gularis) és un ocell de la família dels leiotríquids (Leiothrichidae).

## Hàbitat i distribució
Viu a la vegetació secundària i boscos de les terres baixes al nord-est i est de l'Índia a l'est de Bhutan i des d'Arunachal Pradesh cap al sud fins al sud-est de Bangladesh, Manipur i Nagaland, nord de Myanmar i nord i cente de Laos.